# Igor Tselovaljnikov
Igor Tselovaljnikov (ryska: Ігор Васильович Целовальников), född den 2 januari 1944 i Jerevan, Armenien, död 1 mars 1986, var en sovjetisk tävlingscyklist som tillsammans med Vladimir Semenets tog OS-guld i tandemloppet vid olympiska sommarspelen 1972 i München.